# دوغ ويلسون
دوغ ويلسون (بالإنجليزية: Doug Wilson)‏ هو لاعب اتحاد الرغبي نيوزيلندي، ولد في 30 يناير 1931 في وانجانوي في نيوزيلندا.